# La Talleda (Vic)
La Talleda és una masia de Vic (Osona) protegida com a Bé Cultural d'Interès Local.

## Descripció
Edifici civil. Masia de planta basilical, orientada a llevant, on hi ha un portal rectangular amb una llinda de roure. El cos central consta de planta baixa i un pis. Annexionat a la part esquerra de la casa hi ha un altre cos que es troba semi derruït. Cal remarcar unes bigues de roure balcades que devien formar un antic portal. És construïda amb pedra i a la barbacana hi ha unes grosses lloses. La teulada de la part dreta es troba ensorrada. L'interior manté l'estructura típica de casa pairal amb molts dels antics elements que darrerament s'han perdut. A la part posterior hi ha una cisterna.
Es troba abandonada i el deteriorament és progressiu.

## Història
Antic mas situat a la serra de la Talleda que confronta amb el terme de Muntanyola.
Entre els firmants de l'acta de dotació del temple parroquial de Sentfores hi consta la Talleda.